# The Grinder – Immer im Recht
The Grinder – Immer im Recht (Originaltitel: The Grinder) ist eine US-amerikanische Comedy-Fernsehserie, die am 29. September 2015 ihre Premiere beim Sender Fox feierte. Die deutschsprachige Erstausstrahlung erfolgt seit dem 15. März 2017 auf ProSieben Fun. Sie besteht aus einer Staffel und 22 Episoden.
Für seine Hauptrolle wurde Rob Lowe bei den Golden Globe Awards 2016 in der Kategorie Bester Serien-Hauptdarsteller – Komödie/Musical nominiert.

## Inhalt
Die Serie folgt dem Leben des Schauspielers Dean Sanderson, Jr., der in seine Heimatstadt Boise, Idaho zurückkehrt, nachdem seine zuvor langlebige Fernsehserie The Grinder eingestellt wurde. Eigentlich ist er gar kein Anwalt, jedoch ist er der Meinung, dass seine jahrelange Rolle als solcher ihn qualifiziert, als solcher zu arbeiten. Praktischerweise ist sein jüngerer Bruder Anwalt, in dessen Kanzlei er umgehend anheuert.

## Figuren und Darsteller
- Rob Lowe als Dean Sanderson, Jr.
- Fred Savage als Stewart Sanderson
- Mary Elizabeth Ellis als Debbie Sanderson
- William Devane als Dean Sanderson, Sr.
- Natalie Morales als Claire Lacoste
- Hana Hayes als Lizzie Sanderson
- Connor Kalopsis als Ethan Sanderson